# Saurita melanifera
Saurita melanifera är en fjärilsart som beskrevs av William James Kaye 1911. Saurita melanifera ingår i släktet Saurita och familjen björnspinnare. Inga underarter finns listade.